# جبل ستاديل
جبل ستاديل، هو جبل يقع في جبال كاتسكيل في نيويورك جنوب شرق جريجوريتاون. يقع مورتون هيل شرقًا، ويقع جبل باكسترمن الغرب إلى الشمال الغربي من جبل ستاديل.